# Sex and the City 2
Sex and the City 2 è un film del 2010 diretto da Michael Patrick King, sequel di Sex and the City del 2008 entrambi basati sull'omonima serie televisiva della HBO.

## Trama
Un flashback mostra Carrie, Charlotte, Miranda e Samantha all'epoca del loro primo incontro, negli anni Ottanta e, immediatamente dopo, al tempo attuale, alle prese con i preparativi per il matrimonio di Stanford ed Anthony. A due anni di distanza dal matrimonio di Carrie con Mr. Big la donna è ossessionata dal timore che la loro vita si trasformi in quella di una "noiosa vecchia coppia sposata"; Charlotte, nonostante il profondo amore che prova per le sue figlie, inizia a esaurirsi a causa di Rose, la più piccola, che non smette mai di piangere e fare i capricci; Miranda ha qualche problema sul lavoro dovuto alla presenza di un nuovo socio anziano che non sta al passo con le donne; Samantha è invece alle prese con la menopausa e con i problemi che derivano dai suoi 52 anni. Un viaggio ad Abu Dhabi servirà alle quattro amiche newyorkesi per riscoprire loro stesse e riusciranno ad apprezzare ancora di più quello che hanno conquistato negli ultimi venti anni.

## Produzione
Dopo vari mesi di speculazioni le quattro interpreti principali hanno confermato la lavorazione di un sequel, firmando un contratto nel febbraio del 2009. La produzione è iniziata nell'agosto 2009, con l'uscita nelle sale fissata per il 27 maggio 2010.

### Riprese
Le riprese del sequel sono iniziate il 1º settembre e sono continuate fino alla fine del 2009. Le riprese hanno avuto luogo principalmente a New York; parte del film doveva essere girato ad Abu Dhabi, ma sono state negate le autorizzazioni per girare nell'emirato del Golfo Arabo, a causa della sceneggiatura e del titolo, già il primo film era stato vietato nelle sale. La durata delle riprese in Marocco era prevista di circa tredici giorni, successivamente prolungati a sei settimane.

### Cast
Protagoniste delle pellicola sono sempre le quattro attrici Sarah Jessica Parker, Cynthia Nixon, Kristin Davis e Kim Cattrall. Come nel precedente film del cast fanno parte anche Chris Noth, che riprende il ruolo di Mr. Big, Evan Handler (Harry Goldenblatt), David Eigenberg (Steve Brady), Willie Garson (Stanford Blatch) e Mario Cantone (Anthony Marentino). L'attore John Corbett interpreta Aidan Shaw, ruolo già interpretato nella serie televisiva.
Il film è costellato da numerosi cameo, come quello dell'attrice spagnola Penélope Cruz, che interpreta il ruolo di Carmen, mentre Liza Minnelli e Miley Cyrus interpretano loro stesse.

#### Cast completo
Il cast comprende tutti i protagonisti della serie tv, più alcuni personaggi creati appositamente per il film.
Il cast al completo:
- Sarah Jessica Parker nella parte di Carrie Bradshaw
- Kim Cattrall nella parte di Samantha Jones
- Kristin Davis nella parte di Charlotte York
- Cynthia Nixon nella parte di Miranda Hobbes
- Chris Noth nella parte di John James Preston (Mr. Big)
- Evan Handler nella parte di Harry Goldenblatt
- Jason Lewis nella parte di Jerry "Smith" Jerrod
- David Eigenberg nella parte di Steve Brady
- Willie Garson nella parte di Stanford Blatch
- Mario Cantone nella parte di Anthony Marentino
- Lynn Cohen nella parte di Magda
- John Corbett nella parte di Aidan Shaw
- Alice Eve nella parte di Erin
- Dhaffer L'Abidine nella parte di Mahmud
- Omid Djalili nella parte di Mr. Safir
- Raza Jaffrey nella parte del maggiordomo Guarau
- Noah Mills nella parte di Nicky
- Max Ryan nella parte di Rikard Spirit

Cameo
- Liza Minnelli nella parte di sé stessa
- Miley Cyrus nella parte di sé stessa
- Tim Gunn nella parte di sé stesso
- Penélope Cruz nella parte di Carmen Garcia Carrion
- Michael T. Weiss: nella parte di uomo al bar
- David Alan Basche nella parte di David

## Colonna sonora

### Tracce
1. Rapture - Alicia Keys
2. Everything to Lose - Dido
3. Language of Love - Cee-lo
4. Window Seat - Erykah Badu
5. Kidda - Natacha Atlas
6. Euphrates Dream - Michael McGregor
7. Single Ladies (Put a Ring on It) - Liza Minnelli
8. Can't Touch It - Ricki-Lee
9. Empire State of Mind (Part II) Broken Down - Alicia Keys
10. Love Is Your Color - Jennifer Hudson & Leona Lewis
11. I Am Woman - Sarah Jessica Parker, Kim Cattrall, Kristin Davis, Cynthia Nixon
12. If Ever I Would Leave You - Sex and the City Men's Choir
13. Sunrise, Sunset - Sex and the City Men's Choir
14. Till There Was You - Sex and the City Men's Choir
15. Bewitched, Bothered and Bewildered - Shayna Steele, Jordan Ballard, Kamilah Marshall
16. Ev'ry Time We Say Goodbye - Liza Minnelli con Billy Stritch
17. True Colors - Cyndi Lauper
18. Divas and Dunes - Aaron Zigman

## Distribuzione
Il film è stato distribuito in gran parte del mondo il 27 maggio 2010; in Italia è uscito il giorno successivo.

## Accoglienza

### Incassi
Nonostante le critiche negative il film incassa a livello internazionale tra i 288 e 295 milioni di dollari, a fronte di un budget di cento milioni di dollari. La pellicola, pur subendo un importante calo rispetto al capitolo precedente (soprattutto sul mercato domestico), riesce a segnare il record di incassi per una commedia romantica e riesce a mantenere una buona performance sui mercati esteri: resta in prima posizione nel mercato tedesco per cinque settimane, in quello britannico per tre settimane, in quello australiano per due settimane e supera gli incassi del primo film in Giappone e Grecia. Sex and the city 2 riesce inoltre a ottenere buoni risultati dalle vendite DVD: in patria, alla sua uscita sul mercato home video, debutta al primo posto tra i DVD più venduti e arriva ad incassare quasi 30 milioni di dollari.

### Critica
In patria il film è stato stroncato da critica e pubblico. Sul sito di recensioni Metacritic ottiene un giudizio di 27/100 da parte dei critici e 4/10 da parte del pubblico. Sul sito Rotten Tomatoes riceve una votazione del 15% da parte dei critici, dell'8% da parte dei critici Top e del 48% da parte del pubblico.
Il film riceve inoltre ben sei Razzie Awards come Peggior coppia o cast per l'intero cast, Peggior prequel, remake, rip-off o sequel e Peggior attrice protagonista (uno per ciascuna delle quattro attrici protagoniste). È stato candidato anche per il Peggior film, Peggior regista per Michael Patrick King, Peggiore sceneggiatura di Michael Patrick King, Peggior attrice non protagonista per Liza Minnelli.
Particolarmente aspre sono anche le critiche del giornale britannico The Guardian che definisce il film come la morte della serie Sex and the City, la distruzione dell'eredità lasciata da un telefilm fantastico e divertente.
Anche in Italia il film è accolto negativamente dalla maggior parte di critici e spettatori: su MYmovies ottiene solo una stella e mezza su cinque. Le critiche titolano: Il declino di Carrie & Co. (Il Riformista), Né city né sex, solo propaganda (Il Messaggero), Jessica & C. niente sex e poca city (La Repubblica), Quattro oche ad Abu Dhabi: gli stessi squittii di New York (Il Giornale). Per il Corriere della Sera Sex and the City 2 è sinonimo di 145 minuti di noia ed è definito come la fine di un mito, la trasformazione di icone in carampane ululanti.